# Olonne-sur-Mer
Olonne-sur-Mer je naselje in občina v francoskem departmaju Vendée regije Loire. Leta 2008 je naselje imelo 13.025 prebivalcev.

## Geografija
Kraj leži v pokrajini Poitou 5 km severno od Les Sables-d'Olonne.

## Uprava
Občina Olonne-sur-Mer skupaj s sosednjimi občinami Château-d'Olonne, L'Île-d'Olonne, Les Sables-d'Olonne, Sainte-Foy in Vairé sestavlja kanton Les Sables-d'Olonne, del okrožja Les Sables-d'Olonne.

## Zanimivosti
- Marijina taborska cerkev iz karolinškega obdobja, prvikrat omenjena v letu 1042, poškodovana za časa verskih vojn, obnovljena v 19. in 20. stoletju, od 1908 francoski zgodovinski spomenik,
- dvorec château de Pierre-Levée, zgrajen po zgledu versajskega Malega Trianona v 18. stoletju,
- Muzej ljudske tradicije.

## Pobratena mesta
- Gourcy (Zondoma, Burkina Faso),
- Murat (Cantal, Francija),
- Worthing (Anglija, Združeno kraljestvo).